# Birthana basiflava
Birthana basiflava is een vlinder uit de familie van de Immidae. De wetenschappelijke naam van de soort is voor het eerst geldig gepubliceerd in 1899 door Semper.